# Honda CB 350
Die CB 350 ist ein Motorradmodell des japanischen Fahrzeugherstellers Honda, welches von 1971 bis 1976 produziert wurde. Das Naked Bike war ein weitgehend baugleiches Schwestermodell der Honda CB 250, jedoch mit einer Leistung von 36 PS anstatt 30 PS und einem größeren Hubraum.

## Motor
Als Antrieb diente ein fahrtwindgekühlter Zweizylinder-Reihenmotor – was die kleine CB maßgeblich vom wesentlich populäreren Modell der „Four-Serie“ CB 350 Four mit der charakteristischen Vier-in-Vier Auspuffanlage unterschied.
Der Hubraum beträgt 325 cm³. Die Höchstleistung 26 kW (36 PS) wird bei 10.500/min erreicht.

## Fahrwerk
Die CB 350 hat einen Zentralrohrrahmen. Die Federung vorne übernimmt eine Teleskopgabel mit 114 mm Federweg. Die Hinterradfederung besteht aus Schwinge mit 2 Federbeinen. Der Federweg beträgt 78 mm.
Außerdem war sie noch mit Trommelbremsen ausgestattet.

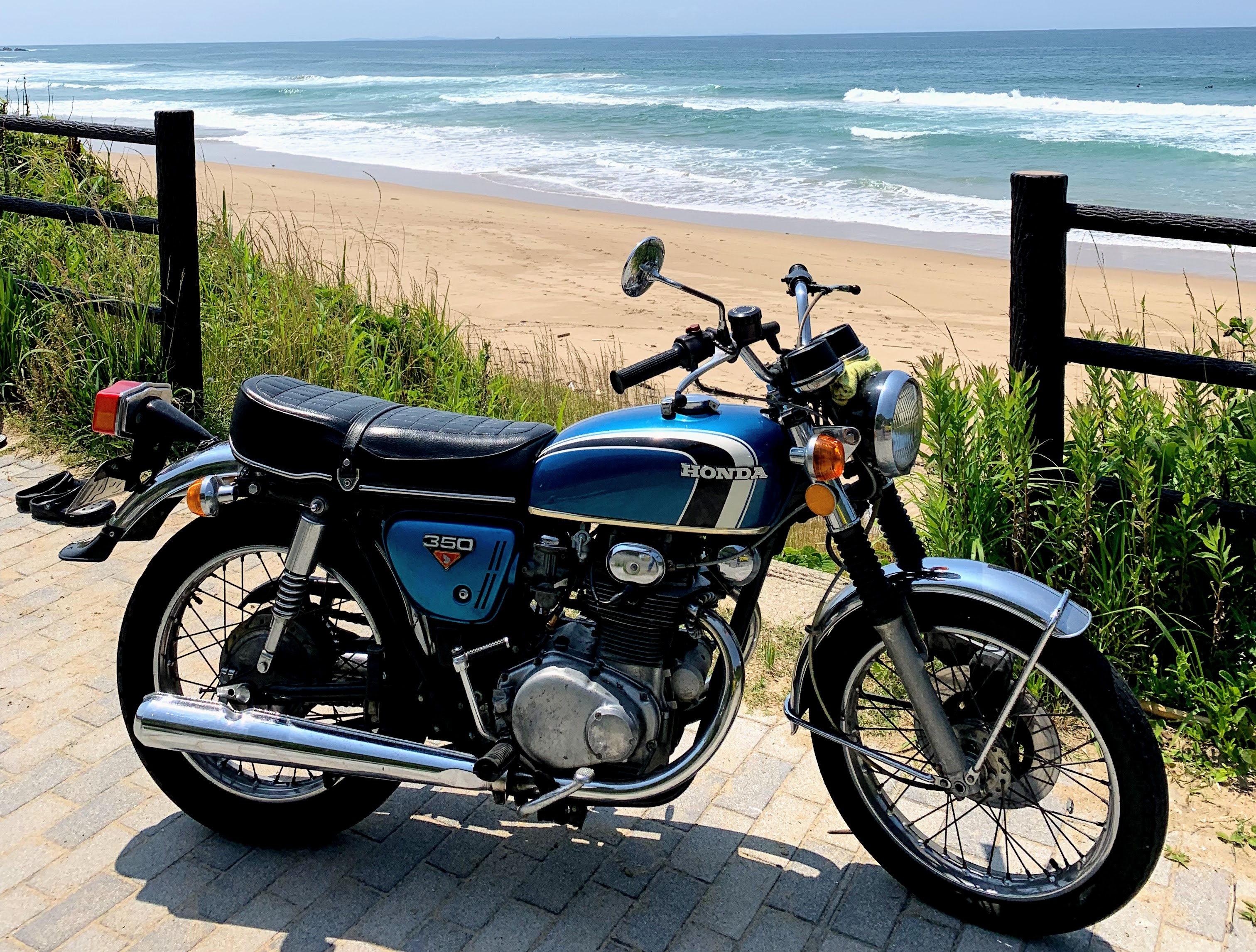
HONDA CB 350 Twin 1972

Ein weiteres Schwestermodell war die Honda CB 360, die in der Ausführung 360T vorn mit einer Scheibenbremse ausgestattet war und über ein 6-Gang-Getriebe verfügte.

## Stellung als Oldtimer
Honda verkaufte von den drei Modellen (CB, CL und SL 350) mehr als 625.000 Maschinen.
Insgesamt gilt das Zwei-Zylinder-Aggregat als zuverlässig und robust.

## Wertung von nippon-classic.de
- Design 7
- Motorleistung 7
- Kultfaktor	5
- Seltenheit	5
- Wertsteigerung	5